# Busamen Gachi Fighter
Busamen Gachi Fighter (ブサメンガチファイター Busamen Gachi Faitā?), conocido en inglés como Uglymug, Epicfighter, es una serie de novelas web japonesas escritas por Ryō Hiromatsu. Se publicó en línea entre febrero de 2015 y octubre de 2022 en la plataforma de novelas generadas por usuarios Shōsetsuka ni Narō. Una adaptación a manga, con ilustraciones de Osamu Kozuki, se publicó en la revista de manga seinen Monthly Big Gangan de Square Enix entre noviembre de 2017 y diciembre de 2020, recopilada en seis volúmenes tankōbon. En mayo de 2018, se publicó una novela ligera con ilustraciones de Akira Banpai bajo el sello Kobunsha Light Books de Kōbunsha. Una adaptación a serie de anime producida por White Fox se estrenará en julio de 2025.

## Personajes
Shigeru Yoshioka (吉岡 しげる Yoshioka Shigeru?)
 Seiyū: Junichi Suwabe
Seika (聖華?)
 Seiyū: Konomi Inagaki
Seiji (誠司?)
 Seiyū: Kento Shiraishi
Leeds (リーズ Rīzu?)
 Seiyū: Maaya Uchida

## Contenido de la obra

### Novela web
Busamen Gachi Fighter esta escrito por Ryō Hiromatsu, fue serializado como una novela web en el sitio web Shōsetsuka ni Narō del 19 de febrero de 2015 al 15 de octubre de 2022.

### Manga
Una adaptación al manga ilustrada por Osamu Kozuki se serializó en la revista de manga seinen Monthly Big Gangan de Square Enix del 25 de noviembre de 2017 al 25 de diciembre de 2020. Los capítulos del manga se recopilaron en seis volúmenes tankōbon, publicados del 25 de abril de 2018 al 25 de febrero de 2021.
Una secuela del manga, también ilustrada por Kozuki, titulada "Busamen Gachi Fighter SSS", comenzó a serializarse en la misma revista el 25 de diciembre de 2024.

### Novela ligera
Una versión en novela ligera con ilustraciones de Akira Banpai fue lanzada bajo el entonces recién lanzado sello Kobunsha Light Books el 18 de mayo de 2018.

### Anime
El 18 de noviembre de 2024 se anunció una adaptación de la serie de televisión de anime. La serie está producida por Egg Firm, animada por White Fox y dirigida por Toshiyuki Sone, con Kenta Ihara a cargo de la composición de la serie, Miki Matsumoto diseñando los personajes y Ryo Kawasaki componiendo la música. Su estreno está previsto para el 6 de julio de 2025 en Tokyo MX. El tema de apertura es "My Way" interpretado por TEMPEST, mientras que el tema de cierre es "Bansōkō" interpretado por Miyu Kaneko. Crunchyroll obtuvo la licencia de la serie en América del Norte, América Central, América del Sur, Europa, África, Oceanía, Oriente Medio y CEI.